# Great Rissington
Great Rissington é uma paróquia e aldeia do distrito de Cotswold, no condado de Gloucestershire, na Inglaterra. De acordo com o Censo de 2011, tinha 367 habitantes. Tem uma área de 10,07 km².